# 사나고
사나고(본명: 권원진, 1992년 2월 29일~)는 대한민국의 사업가이자 유튜버, 그리고 스트리머이다. 주로 3D펜을 이용해 만든 작품 영상을 업로드한다. 반려묘 앙뚜와 나고를 키운다.얼굴도 '대전의 마스코트 꿈돌이' 를 만들때처럼 잠깐씩 얼굴이 나올때 가 있다.

## 개요
사나고는 본래 우왁굳의 팬이었고 종종 시청자 참여 컨텐츠에 참여하곤 했었다. 그러다 2018년 10월 31일부터 유튜브 업로드를 시작했으며 같은 달 3D펜 유튜버로는 최초로 구독자 10만명을 달성하였다. 더불어 외국인 시청자들의 유입으로 구독자 수는 폭발적으로 증가하기 시작했고 2019년 7월 5일 60만이었던 구독자가 10일만에 100만을 달성하는 빠른 성장률을 보였다.
현재 사나고 카페도 대전에서 운영중인것으로 알려져 있다.
 앙뚜와나고 유튜브 